# Alchemilla phalacropoda
Alchemilla phalacropoda es una especie de planta del género Alchemilla, perteneciente a la familia Rosaceae.

## Taxonomía
Alchemilla phalacropoda fue descrita por Serguéi Yuzepchuk en 1954.

## Distribución
Se encuentra en el territorio de Mongolia.